# FSO
Ви́хід по́вної шкали́ (Full scale output або Full-span output, FSO) — алгебраїчна різниця між електричними вихідними сигналами, виміряними при максимальному значенні вхідної величини і її мінімальному значенні. Виміри повинні включати в себе всі відхилення від ідеальної передавальної функції.
У електроніці та обробці сигналів, повна шкала або повний код являє собою максимальну амплітуду, на яку розрахована система.
Іноді, наприклад в аудіосистемах, повна шкала вимірюється в децибелах. Рівні амплітуди щодо повної шкали, зазвичай скорочено dBFS, вимірюються в таких цифрових системах, де використовується імпульсно-кодова модуляція, що має певний максимальний доступний піковий рівень.
Якщо, наприклад, «рівень запису складає −6 dBFS», то для лінійного цифрового коду кожен розряд відповідає 6 дБ, і максимально можливий рівень запису дорівнює 0 dBFS.